# Monacoin
A Monacoin（モナーコイン・モナコイン）egy japán eredetű kriptovaluta, amelyet egy Mr.Watanabe álnevet használó programozó fejlesztett ki, és a 2chan nevű japán közösségi oldalon keresztül jelentett be 2014, január 1.-én. Váltókon általában a MONA rövidítéssel szerepel. A Monacoin főleg Japánban örvend nagy népszerűségnek .

## Megjelenés
A 2014, január 1.-én megjelent kriptopénz kezdetben a Scyrpt algoritmust használta, hasonlóan a Litecoinhoz és a Dogecoinhoz, később (450000 blokk után) viszont a fejlesztők úgy döntöttek, hogy a Lyra2Rev2 algoritmust választják, mert az hatékonyabban bányászható GPU-kkal. Ettől eltekintve a kriptopénz működése megegyezik elődeivel, blokkideje átlagban 90 másodperc, összesen 155.12 millió Monacoin bányászható ki.
A kriptopénz kabalája Mona, egy japánban népszerű ASCII-karakter mém, amely gyakran visszatérő elem különféle japán show-műsorokban. Erről a karakterről kapta ez a coin a nevét.
A blokkok kibányászásáért járó jutalom eredetileg 50 Monacoin volt. Ez a blokkok kibányászásával folyamatosan csökken. 2020 nyaráig 25 Monacoin volt a jutalom, ezen dátumot követően már csak 12.5 Mona. 2023-ban a blokkjutalom ismét feleződni fog, ekkortól csak blokkonként 6.25 lesz.

## Népszerűsége
A Monacoin jelenleg csak Japánban népszerű, de más országok kriptotőzsdéin is megvásárolható (például a Probit-en). Japánban webshopokban, kávézókban, és boltokban is elfogadják. A Monappy.jp weboldalon a felhasználók feltöltik rajzaikat, mangáikat, regényeiket, és Monacoint adományoznak egymásnak, és Monacoinokért cserébe eladják a termékeiket.
A Monacoin kapitalizációja 2018-ban 300 millió dollár fölé emelkedett, a coin emellett támogatja a Lightning network és a Segwit technológiákat is.
2018 elején letartóztattak egy Osakai fiút, aki egy vírust kezdett terjeszteni az interneten, amely kilopja a Monacoinból a privát kulcsokat.
2018 közepén 51%-os támadás érte a Monacoin blokkláncát, és illetéktelenek több váltóról pénzt emeltek le (pl Zaiff).
Szintén 2018-ban feltörték a Monappy nevű, Monacoin alapú képmegosztót és blogszolgáltatást. A tettes egy 18 éves japán fiú volt.
2019-ben több váltóra is bevezették a Monacoint, például a Coinzarkra, és a CROSS váltóra.
2020-ban az AskMona weboldalt a fejlesztők átalakítják, hogy megfeleljen az új japán törvényeknek.
2021-ben a Probit váltón is megnyílik a Monacoinnal való kereskedelemre a lehetőség.

## Monappy
A Monappy egy weboldal, amelyen a felhasználók a saját mangáikat, novelláikat, híreiket, cikkeiket és hentai tartalmait tudják megosztani. A weboldal lehetőséget ad a Monacoin adományozására, a frissen feltöltött munkák a főoldalra kerülnek. A weboldalra való regisztrálás ingyenes. Az oldal 2018-ban leállt csaknem egy évre, miután feltörték. 2019 őszén a problémákat elhárították, és a szolgáltatás újraindult.

## Monatiproid
A Monacoin közösség 2019-ben indult Twitter botja a Monatiproid. A bot segítségével a felhasználók Monacoint küldhetnek egymásnak a Twitteren keresztül. A program beépül a böngészőbe, majd a Twitter profilok és hozzászólások mellé egy ikont készít, amelyre rákattintva egyszerűen lehet Monacoint küldeni.